# Le Châtelet-sur-Sormonne
Le Châtelet-sur-Sormonne è un comune francese di 170 abitanti situato nel dipartimento delle Ardenne, nella regione del Grand Est.

## Società

### Evoluzione demografica
Abitanti censiti